# إساءة معاملة مريض
 يتضمن هذه المقال "إساءة المعاملة الطبية"، التي لها معنى مماثل ولكن يرتبط بشكل أكثر تحديدا على العلاج الطبي المؤذي بدلا من الرعاية بشكل عام، ويمكن أن تشمل الضحايا الذين لم يختاروا أن يكونوا مرضى. 

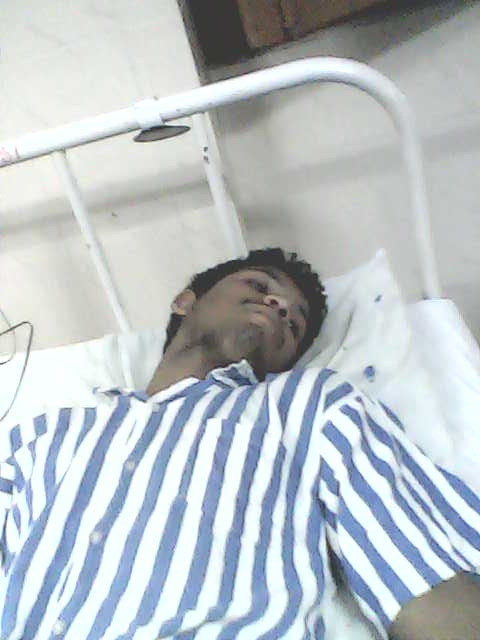
مريض في المستشفى

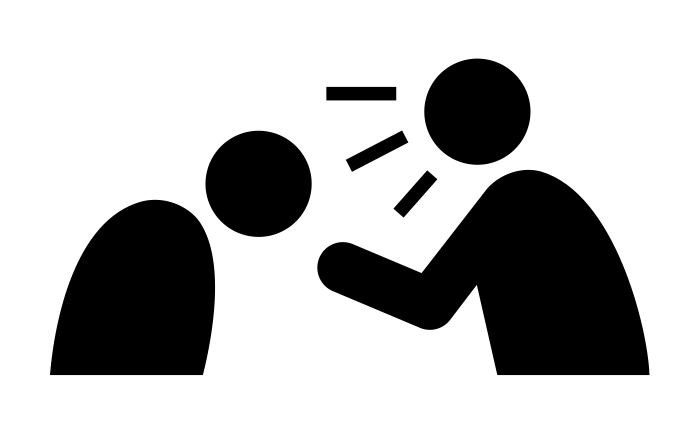

الاعتداء على المريض Patient abuse أو الإهمال هو أي عمل أو امتناع عن فعل غير معقول بحيث يسبب المعاناة والبؤس أو الضرر للمريض. ويشمل الضرب الجسدي أو الاعتداء الجنسي على المريض. ويشمل أيضا الحرمان من الطعام الضروري والرعاية الفيزيائية، والعناية الطبية. ويمكن أن يحدث في أماكن مثل المستشفيات ودور العجزة والعيادات والزيارات المنزلية.
حدثت في الآونة الأخيرة تغيرات كثيرة في المجتمعات الطبية فأصبح للمريض اسم ”العميل“ وللطبيب اسم ” مقدم الخدمة الصحية“ وغزت أفكار السوق والتجارة المهن الصحية. وقد ساهم في ذلك سيطرة شركات الأدوية والأدوات الطبية على النظام الصحي في الدول المتقدمة، وتوسع قطاع الطب الخاص Private Section بشكل كبير، وعدم وجود الرقابة والضوابط، وعدم انتشار الوعي بين كثير من المرضى، وسيطرة الطابع التجاري على بعض المستشفيات والعيادات الخاصة واستغلال المريض، ووجود ممارسات غير أخلاقية، لزيادة دخل المستشفى... الخ.
فن التعامل والتواصل مع المرضى وتقدير مشاعرهم مهم، إذ إن تجربة هذا الفن وممارسته أثبتت اختصار الجهد لإتمام العملية العلاجية بالشكل المطلوب، فضلاً عن بناء علاقة وثقة وطيدة بين الطرفين ومنح المريض شعوراً بالرضا والتقدير والأمان  فالمريض أيضاً بشر، وله حقوق في حسن التعامل كما عليه واجبات.

## إساءةُمعاملة المسنِّين
يقع كثيرٌ من المسنِّين ضحيةَ سوء المعاملة. والمقصودُ هو الإساءة إلى شخص مسن، وخاصَّة من قبل الأشخاص الذين يقدِّمون الرعايةَ إليهم. ومن الممكن أن يحدثَ هذا ضمن الأسرة، كما يمكن أن يحدثَ أيضاً في دور الرعاية للمسنين والمرافق التي توفِّر وسائلَ المساعدة على الحياة بالنسبة للمسنين. من الممكن أن تكونَ إساءة المعاملة التي يتعرض لها الشخص المسن:
- إساءة معاملة جسدية، أو جنسية، أو نفسية.
- الإهمال أو التخلي.
- إساءة مالية، أو سرقة حاجيات الشخص المسن أو ماله.

### العلاماتُ التي تشير إلى إساءةُ معاملة المسنِّين
- تشتمل العلاماتُ التي تشير إلى احتمال وجود إساءة معاملة للشخص المسنِّ على كدمات أو حروق أو إصابات لا تفسير لها.
- كما يمكن أن تظهرَ لدى المسن قروحُ الفراش أو علامات سوء النظافة الشخصية.
- وقد يصبح الشخصُ المسن ميَّالاً إلى الابتعاد عن الآخرين، ومتهيجاً، ومكتئباً. كما يمكن أن يظهرَ تغيُّرٌ مفاجئ في وضعه المالي.
- إن الإساءة للشخص المسن لا تتوقَّف من تلقاء ذاتها؛ ولابدَّ من تدخُّل شخص آخر لتقديم المساعدة.
- وإذا ظن الشخص أنَّ هناك شخصاً مسناً يتعرض لخطر داهم، فعليه أن يتصل بالشرطة. كما يمكنه أيضاً أن يتصل مع الجهة المختصة بتقديم الخدمات الوقائية للبالغين.

## إساءة معاملة الأطفال
أن إساءة معاملة الأطفال واهمالهم هي واحدة من التحديات الأخلاقية التي تواجه الممارسون العموميون في جميع أنحاء العالم، وفي غياب تكليف واضح في الإبلاغ عن إساءة معاملة الطفل، وفي غياب نظام واضح ومتاح للتدخل فإن الأطباء كممارسون عموميون يواجهون الكثير من المصاعب في هذا الشأن.
ومن منظور الممارسة المعتادة للخصوصية والسرية فإن هذه القضايا تصبح خطيرة جدا نظرا لأنه ليس من غير الشائع أن يواجه طبيب الأطفال أو طبيب الطوارئ أو طبيب طب الأسرة موقف يشعر فيه بالشك في أن طفلا قد اسيئت معاملته. وهو يشعر بالارتباك والتخبط في كيفية التصرف في مثل هذه الأمور، وهذه القضايا تشمل حقوق الأبوين وواجباتهم والوسط الثقافي أو طالما أن الأبوين هما المالكين للطفل وأن الغرباء ليس لهم الحق في التدخل في مثل هذا الشأن فإن مسئولية الفرد في حماية الصغير وديناميكيات الخجل والشعور بالذنب والتي ممكن أن يكون لها دور مؤثر على صورة الأسرة وشرفها إذا تدخلت السلطات.

## قراءات إضافية
Books
- Bostwick JS The Patient Abuse and Neglect of Our Vulnerable Adults: America's Shame (2008)
- Caron NK Impact of effectiveness in implementation of the patient abuse reporting law on the reporting of "physical abuse, mistreatment, neglect" in residential health care facilities (1981)
- Close BA, Greenberg MS, Morgenstern BR Nursing Home Patient Abuse - Realities and Remedies (1981)
- Costa, MD Gynocide: Hysterectomy, Capitalist Patriarchy, and the Medical Abuse of Women (2007)
- Mackay T Without Due Care - An Australian Hospital Tragedy (2010)
- Shannon JM Patient abuse law: the reality (1983)
- Sundram CJ Patient abuse and mistreatment in psychiatric centers: a policy for reporting apparent crimes to and response by law enforcement agencies (1985)
- Thomas G Journey into madness:the true story of secret CIA mind control and medical abuse (1989)

Academic articles
- Armstrong B A Question of Abuse: Where Staff and Patient Rights Collide - Hosp Community Psychiatry 1979 May;30(5):348-51.
- Burkin K, Kleiner BH (1998) "Protecting the whistleblower: preventing retaliation following a report of patient abuse in health-care institutions", Health Manpower Management, Vol.24 Issue 3 Pages 119-124
- Gutheil TG Patient Abuse - Hosp Community Psychiatry 35:832, August 1984
- Isaacman SH Patient Abuse in Rural Midwestern Pregnant Women? - Archives of Family Medicine, 1993;2(4):351.
- LaRocco SA Patient Abuse Should Be Your Concern - Journal of Nursing Administration April 1985 - Volume 15 Issue 4 Pages 27-31
- LaRocco SA A case of patient abuse - American Journal of Nursing: November 1985 - Volume 85 Issue 11 Pages 1233-1236
- Santistevan A, Deiker T Asking the Patient About Abuse and Neglect-Five-Point Plan, Las Vegas (NM) Medical Center 1988
- Sundram CJ Obstacles to Reducing Patient Abuse in Public Institutions Hosp Community Psychiatry 35:238-243, March 1984

## وصلات خارجية
- Patients First
- Stop Patient Abuse
- California Patient Abuse and Neglect Reporting Requirements Summary